# دونان اسپیتزه
دونان اسپیتزه (به لاتین: Dunantspitze) یک کوه در سوئیس است که در کانتون وله واقع شده‌است. دونان اسپیتزه ۴٬۶۳۲ متر بالاتر از سطح دریا واقع شده‌است.